# روبرت ويتمان
روبرت ويتمان (بالإنجليزية: Robert Whitman)‏ هو فنان أمريكي، ولد في 1935 في نيويورك في الولايات المتحدة.